# 李维钰 (遵化)
李维钰，直隶遵化人，清朝政治人物、荫生出身。
乾隆年间任福宁府知府，于乾隆三十八年（1773年）接替李师敏任漳州府知府一职，乾隆四十一年（1776年）由双鼎接任。